# Conseil régional de Laâyoune-Sakia El Hamra
Le conseil régional de Laâyoune-Sakia El Hamra est l'assemblée délibérante de la région marocaine Laâyoune-Sakia El Hamra, collectivité territoriale décentralisée agissant sur le territoire régional. Il est composé de 39 conseillers régionaux élus pour 6 ans au suffrage universel direct et présidé par Hamdi Ould Rachid depuis 2015.

## Siège
Le Conseil régional de Laâyoune-Sakia El Hamra se trouve à Laâyoune

## Présidents
| Période | Président | Président         | Parti | Parti |
| ------- | --------- | ----------------- | ----- | ----- |
| 2015-   |           | Hamdi Ould Rachid |       | PI    |